# Sant’Anatolia di Narco
Sant'Anatolia di Narco település Olaszországban, Umbria régióban, Perugia megyében. Lakosainak száma 500 fő (2023. január 1.). Sant’Anatolia di Narco Monteleone di Spoleto, Poggiodomo, Spoleto, Vallo di Nera és Scheggino községekkel határos.

## Története
1178-ban a Spoleto grófja, Corrado di Hursligen építette egy kastélyt, amelyet az pápai állam húsz évvel később vett át. 1320-ban a városfalak épültek. A guelfek és ghibellinek 1390–91-es összecsapásai során a Valnerina-völgyben megsemmisítették a települést. 1551. július 5 -én Sant'Anatolia kijelentette magát a szabad önkormányzatnak, amelyben az alapszabályát írta. Ennek ellenére a hely továbbra is szoros kapcsolatban állt a Spoletoval és az pápai állammal, amíg 1798-ig a Napóleon csapatai bekerültek és 1814-ig tartották a szabályt. 1861-ben a települést integrálták az olaszországi Királyságba.

## Közigazgatás
A település részei között szerepel Caso, Castel San Felice, Gavelli, Grotti, San Martino Agelli és Tassinars.

## Népesség
A település lakossága az elmúlt években az alábbi módon változott:
| Lakosok száma | 564  | 557  | 500  |
|               | 2017 | 2018 | 2023 |

## Közlekedés
1926 és 1968 között a településnek vasútállomása volt.